# Perfect (Carl Brave)
Perfect è un singolo del cantautore italiano Carl Brave, in collaborazione con la cantautrice italiana Sarah Toscano, pubblicato il 25 aprile 2025 come primo estratto dalla riedizione digitale del quarto album in studio Notti brave amarcord.

## Descrizione
Il brano, scritto da entrambi gli artisti, è prodotto dallo stesso Carl Brave e racconta un amore imperfetto, dove la bellezza non sta nell'assenza di problemi, ma nella condivisione delle difficoltà quotidiane e nel desiderio di rendere tutto speciale. Si tratta della prima collaborazione tra i due artisti: una fusione di due stili musicali diversi tra pop e urban, che in realtà sono perfettamente complementari.

## Promozione
L'uscita del brano è stata svelata da entrambi gli artisti pochi giorni prima dell'uscita del brano, mentre il giorno prima dell'uscita, il 24 aprile 2025, hanno svelato un pezzo del brano attraverso i loro profili social. Nello stesso giorno hanno eseguito in anteprima il brano presso la Terrazza del Pincio a Roma, durante il concerto e il firma copie dell'album Notti brave amarcord di Carl Brave. Il 1º maggio gli artisti hanno eseguito il brano per la prima volta in live al Concerto del Primo Maggio in piazza San Giovanni in Laterano a Roma. Il 18 maggio gli artisti hanno eseguito il brano nel corso della nona puntata finale del serale della ventiquattresima edizione del talent show Amici di Maria De Filippi.

## Video musicale
Il video musicale, diretto da Maurizio Zanieri, è stato pubblicato in concomitanza all'uscita del brano attraverso il canale YouTube del cantautore ed è stato registrato il giorno precedente all'uscita del brano, il 24 aprile 2025, durante la loro esibizione presso la Terrazza del Pincio.

## Tracce
Testi di Carlo Luigi Coraggio e Sarah Toscano, musiche di Carlo Luigi Coraggio.
1. Perfect (feat. Sarah Toscano) – 3:13

## Formazione
- Carl Brave – voce, programmazione, produzione, registrazione
- Sarah Toscano – voce

## Classifiche
| Classifica (2025) | Posizione massima |
| ----------------- | ----------------- |
| Italia            | 62                |